# Challenger de San Remo 2023
El torneo Sanremo Tennis Cup 2023 fue un torneo de tenis perteneció al ATP Challenger Tour 2023 en la categoría Challenger 125. Se trató de la 11.ª edición, el torneo tuvo lugar en la ciudad de San Remo (Italia), desde el 27 de marzo hasta el 2 de abril de 2023 sobre pista de tierra batida al aire libre.

## Jugadores participantes del cuadro de individuales
| Favorito | País               | Jugador              | Rank1 | Posición en el torneo |
| -------- | ------------------ | -------------------- | ----- | --------------------- |
| 1        | Bandera de Perú    | Juan Pablo Varillas  | 88    | FINAL                 |
| 2        | Bandera de Italia  | Marco Cecchinato     | 95    | Primera ronda         |
| 3        | Bandera vacío      | Alexander Shevchenko | 101   | Segunda ronda         |
| 4        | Bandera vacío      | Aslan Karatsev       | 107   | Primera ronda         |
| 5        | Bandera de Francia | Luca Van Assche      | 108   | CAMPEÓN               |
| 6        | Bandera de Italia  | Matteo Arnaldi       | 116   | Primera ronda         |
| 7        | Bandera vacío      | Pavel Kotov          | 117   | Primera ronda         |
| 8        | Bandera de Italia  | Giulio Zeppieri      | 124   | Segunda ronda         |

- 1 Se ha tomado en cuenta el ranking del 20 de marzo de 2023.

### Otros participantes
Los siguientes jugadores recibieron una invitación (wild card), por lo tanto ingresan directamente al cuadro principal (WC):
- Gianmarco Ferrari
- Matteo Gigante
- Gianluca Mager

Los siguientes jugadores ingresan al cuadro principal tras disputar el cuadro clasificatorio (Q):
- Federico Arnaboldi
- Kimmer Coppejans
- Giovanni Fonio
- Edoardo Lavagno
- Valentin Vacherot
- Andrea Vavassori

## Campeones

### Individual Masculino
- Luca Van Assche derrotó en la final a  Juan Pablo Varillas, 6–1, 6–3

### Dobles Masculino
- Victor Vlad Cornea /  Franko Škugor derrotaron en la final a  Nikola Ćaćić /  Marcelo Demoliner, 6–2, 6–3